# Geoffroi II de Joigny
Geoffroi II de Joigny (né vers 1035, † vers 1080) est comte de Joigny, en Champagne. Il est probablement le fils de Geoffroi Ier de Joigny, Comte de Joigny, et d'Alix de Sens.

## Biographie
Il devient comte de Joigny à la mort de son frère vers 1050/1060.
Il fonde le prieuré de Joigny en 1060.

## Mariage et enfants
Le nom de sa femme est inconnu, mais il aurait eu deux enfants :
- Geoffroi III de Joigny, qui succède à son père ;
- Renard II de Joigny, qui succède à son frère.

## Sources
- Marie Henry d'Arbois de Jubainville, Histoire des Ducs et Comtes de Champagne, 1865.
- l'abbé Carlier, Notice sur les comtes de Joigny, 1862.
- Ambroise Challe, Histoire de la ville et du comté de Joigny, 1882.